# Arrondissement marittimi della Francia
Gli arrondissement marittimi della Francia sono una divisione geografica, civile e militare amministrativa delle regioni marittime francesi.  Il termine regione marittima, usato in sostituzione di arrondissement marittimo, non è più legalmente usato. La necessità di questa divisione, creata durante la Rivoluzione francese, non è mai stata messa in discussione, anche se il numero, l'estensione, la designazione e persino il termine stesso di arrondissement marittimo si sono evoluti nel tempo.

## Situazione attuale
Gli attuali arrondissement marittimi sono codificati dall'articolo 3 del decreto n. 2007-583 del 23 aprile 2007, modificato dal decreto n. 2016-1336 del 7 ottobre 2016 (articolo 2). Questi decreti sono inclusi nel codice della difesa. Al dicembre 2019 sono presenti 3 arrondissement marittimi, i cui confini sono definiti per regione, vale a dire:
- Atlantico, con sede a Brest, per le regioni della Nuova Aquitania, Bretagna, Centro-Valle della Loira, Paesi della Loira;
- Manica-Mar del Nord, con sede a Cherbourg, per le regioni della Normandia, Alta Francia;
- Mediterraneo, con sede a Tolone, per le regioni dell'Alvernia-Rodano-Alpi, Corsica, Occitania, Provenza-Alpi-Costa Azzurra.[5]

## Cronologia degli sviluppi normativi
- Regolamento del 27 aprile 1800 (7 floréal Anno VIII): creazione degli arrondissement marittimi.
- Ordinanza del 29 novembre 1815: abolizione dei prefetti marittimi. Riunione del I e II arrondissement, capitale Cherbourg.[6]
- Decreto del 4 gennaio 1921: soppressione dell'arrondissement di Lorient.[La fonte citata si riferisce a servizi bibliotecari di arrondissement marittimi o più in generale dei porti. Non parla in modo implicito o esplicito della soppressione della sede d'arrondissement di Lorient][7]
- Decreto del 17 marzo 1921: la soppressione di Lorient è stata rinviata prima dell'attuazione.[In realtà la soppressione dell'arrondissement non è stata rinviata ma abrogata]
- Decreto del 22 aprile 1927 sull'organizzazione della marina militare.
- Decreto n. 90-594 del 6 luglio 1990.
- Decreto n. 2000-558 del 21 giugno 2000 che istituisce l'organizzazione militare territoriale.

## Tabella di sintesi della cronologia dell'evoluzione normativa
Gli arrondissement marittimi (o regioni marittime) sono definiti o dalla loro numerazione (esempio: "prefetto marittimo del II arrondissement"....), o dal loro capoluogo (chiamato anche porto principale, prefettura marittima), esempio: arrondissement di Rochefort,....).
La tabella riassuntiva che segue permette di identificare la numerazione e il porto principale in base agli sviluppi cronologici.
| Dal              | al               | I                | II        | III     | IV        | V         | VI      | Commenti |
| ---------------- | ---------------- | ---------------- | --------- | ------- | --------- | --------- | ------- | --- |
| 27 aprile 1800   | 16 novembre 1803 | Dunkerque        | Le Havre  | Brest   | Lorient   | Rochefort | Tolone  | |
| 17 novembre 1803 |                  | Boulogne-sur-Mer | Le Havre  | Brest   | Lorient   | Rochefort | Tolone  | François-Casimir de Bonnefoux trasferisce la sede del I arrondissement di Dunkerque a Boulogne il 25 brumaio anno XII |
| 1813             |                  | Boulogne         | Cherbourg | Brest   | Lorient   | Rochefort | Tolone  | La sede del II arrondissement è trasferita da Le Havre a Cherbourg.                                                   |
| 29 novembre 1815 |                  | Cherbourg        | Brest     | Lorient | Rochefort | Toulon    |         | |
| 27 dicembre 1826 |                  | Cherbourg        | Brest     | Lorient | Rochefort | Toulon    |         | |
|                  |                  |                  |           |         |           |           |         | |
| 30 ottobre 1913  | 21 aprile 1927   | Cherbourg        | Brest     | Lorient | Rochefort | Toulon    | Biserta | |
| 22 aprile 1927   |                  | Cherbourg        | Brest     | Tolone  | Biserta   |           |         | |
|                  | 2019             | Cherbourg        | Brest     | Tolone  |           |           |         | |